# Mohammed Saif
Mohammed Saif (Arabic:محمد سيف) (sinh ngày 22 tháng 6 năm 1993) là một cầu thủ bóng đá người Các Tiểu vương quốc Ả Rập Thống nhất. Hiện tại anh thi đấu cho Dibba Al-Fujairah mượn từ Al-Wahda.